# Renault Type ED-EK e Type FS
Le Type ED, FS, EF e EJ sono autovetture prodotte dalla Renault tra il 1913 e il 1916. Tali modelli erano diversificati l'un l'altro e in grado di soddisfare tipologie differenti di clientela. La produzione fu penalizzata dallo scoppio della Prima Guerra Mondiale.

## Type ED ed FS
Erano idealmente le eredi delle varie Type BF, BM, BY e CD in quanto proponevano delle vetture di fascia alta, dotate di un motore a 4 cilindri da 4535 cm³ e decisamente generose negli ingombri, grazie ai suoi 4,84 metri di lunghezza per 1,76 di larghezza. Furono prodotte nel solo anno 1914.

## Type EF
Prodotta tra il 1914 e il 1916, era una vettura di classe superiore, anche se non una super-ammiraglia come le contemporanee Renault con motori da 4, 5 e più litri di cubatura. Era comunque molto ben vista dalla clientela verso cui era indirizzata, per le sue finiture lussuose e per la sua affidabilità, che ne fece una indiscussa macinatrice di chilometri. Caratteristiche di questa vettura furono la sua linea, più tormentata del solito, e di un sistema di illuminazione a magnete. Disponibile come coupé de ville o come cabriolet, la Type EF era l'erede delle Type AH e AM, delle quali volle proporsi come evoluzione più moderna. Era equipaggiata da un 4 cilindri da 2163 cm³, alimentato con un singolo carburatore.

## Type EJ
Condivideva il telaio e la meccanica delle Type ED ed FS, ma a differenza di queste era disponibile anche come limousine. Era lunga 4,5 metri e larga 1,75. Fu prodotta anch'essa nel solo anno 1914.

## Type EK

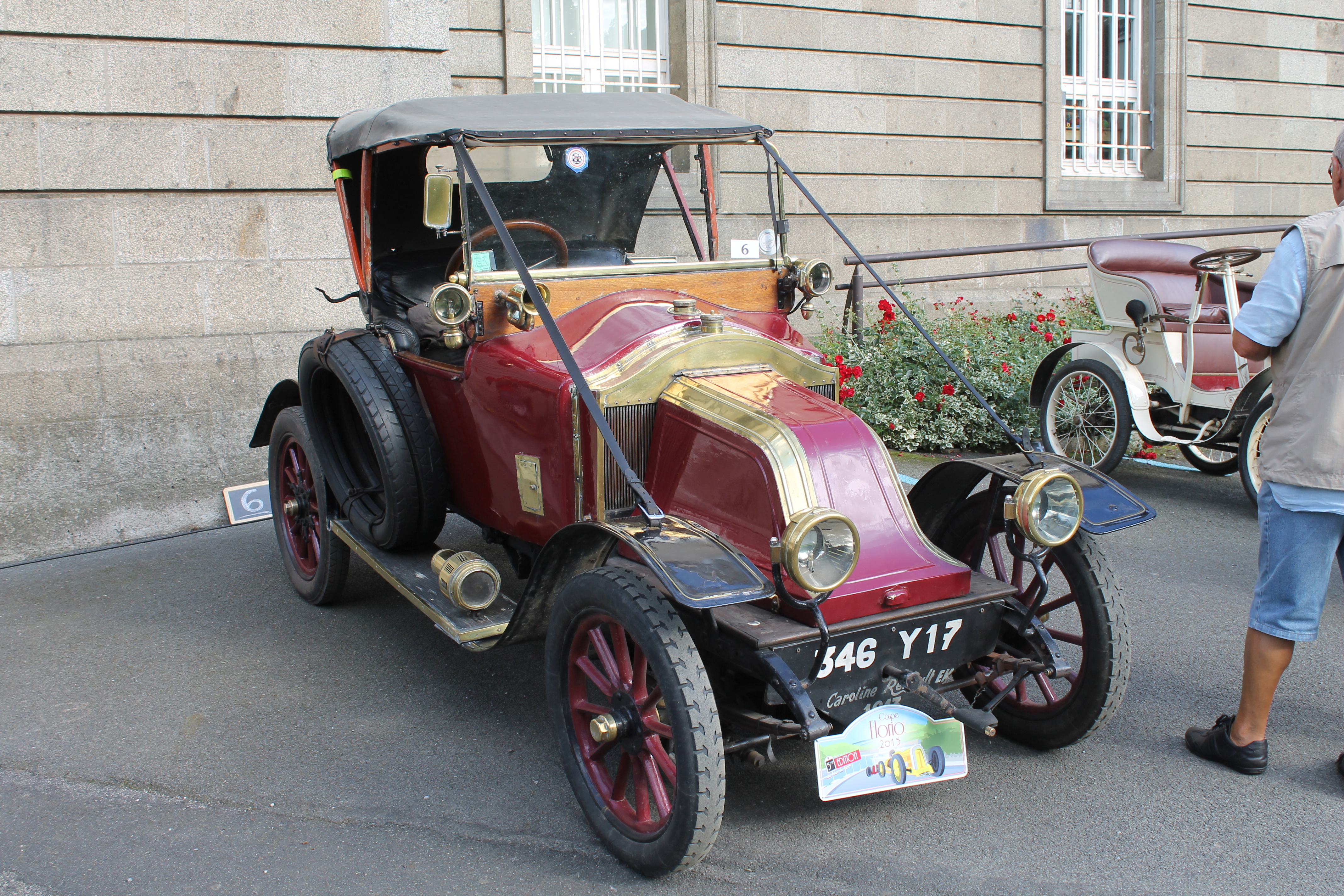
Renault Type EK

Era questa una vettura di fascia medio-bassa, prodotta tra il 1913 e il 1914 ed equipaggiata da un bicilindrico da 1205 cm³. Realizzata su un telaio di 2,37 metri di interasse, era lunga 3,3 metri e larga 1,35. Era disponibile come spider.